# Le Dernier de son espèce
Le Dernier de son espèce (titre original : Der Letzte seiner Art) est un roman de science-fiction d'Andreas Eschbach, paru en septembre 2003 en version originale et publié dans sa traduction française en 2006.
L'ouvrage est divisé en vingt-deux chapitres qui débutent tous, sauf le premier, par une citation tirée des œuvres philosophiques du penseur stoïcien antique Sénèque.
Les citations mises en exergue donnent le ton de chaque nouveau chapitre et entretiennent un rapport étroit avec l'évolution psychologique du personnage principal. La narration est prise en charge par le héros, faisant ainsi du roman un récit autobiographique fictif qui prend des accents de journal intime. Le style libre, écrit à la première personne, alterne entre description des événements romanesques, souvenirs du passé hors du commun du héros et réflexions sur le sens de la vie et l'attente de la mort.
Dans le récit, Duane Fitzgerald vit depuis dix ans une retraite paisible dans le petit village irlandais de Dingle, situé dans le Comté de Kerry en Irlande. Sa vie se résume à des promenades quotidiennes dans le village, des balades en bord de mer, des visites à la bibliothèque et des allées et venues régulières à la poste pour y réceptionner des colis. Derrière une apparence pour le moins anodine, Duane William Fitzgerald cache un lourd secret : c'est un cyborg créé par l'armée américaine au cours du projet confidentiel appelé Steel man (« l'homme d'acier »). Après de complexes opérations chirurgicales, le soldat Fitzgerald est devenu un être mi-homme mi-machine, doté d'un équipement sophistiqué qui lui permet de décupler sa force musculaire, d'actionner une pompe à sédatifs pour éliminer la douleur, de régler ses pulsations cardiaques ou d'enclencher un mode visée laser avec son œil artificiel. Un beau matin, il se retrouve par terre dans son logement, à demi paralysé par une panne de son système interne...

## Résumé

### Chronologie des événements
Duane Fitzgerald vit depuis dix ans une retraite paisible dans la petite ville irlandaise de Dingle, situé dans le Comté de Kerry en Irlande. Sa vie se résume à des promenades quotidiennes dans le village, des balades en bord de mer, des visites à la bibliothèque et des allées et venues régulières à la poste pour y réceptionner des colis. Derrière une apparence pour le moins anodine, Duane William Fitzgerald cache un lourd secret : c'est un cyborg créé par l'armée américaine au cours du projet confidentiel appelé Steel man (l'homme d'acier). Après de complexes opérations chirurgicales, le soldat Fitzgerald est devenu un être mi-homme mi-machine, doté d'un équipement sophistiqué qui lui permet de décupler sa force musculaire, d'actionner une pompe à sédatifs pour éliminer la douleur, de régler ses pulsations cardiaques ou d'enclencher un mode visée laser avec son œil artificiel. 
Un beau matin, il se retrouve à demi paralysé par une panne de son système interne et doit faire appel aux services du médecin du village, le docteur O'Shea, déjà au courant de son secret. Le médecin lui enlève alors un petit module électronique qui semble être à l'origine de la panne et le prévient qu'un étranger le recherche dans tout le village. Fitzgerald se rend alors à la poste pour y récupérer le mystérieux colis qui lui est envoyé tous les quatre jours depuis dix ans et qui intrigue beaucoup le postier, Billy Trant. Il s'agit en fait de la seule nourriture que peut digérer le système digestif modifié de Duane : un concentré biologique nutritif. Au cours de sa promenade habituelle, Duane Fitzgerald passe devant l'hôtel Brennan où travaille la belle Bridget Keane, la femme qu'il aime en secret.
Inquiet, Duane Fitzgerald enfreint le règlement militaire et téléphone à Gabriel Whitewater, un ancien coéquipier cyborg qui a créé son entreprise de surveillance à Santa Barbara en Californie. Gabriel rassure Duane qui finit par rencontrer l'inconnu à la bibliothèque du village. L'étranger est en fait un avocat américain d'origine japonaise dénommé Harold Itsumi qui lui propose d'intenter un procès en indemnisation contre les États-Unis. Les deux hommes se donnent alors rendez-vous à l'hôtel Brennan, mais l'avocat est assassiné avant d'avoir pu montrer à Duane Fitzgerald le dossier classé top secret qu'il détenait. Le cyborg à la retraite parvient à blesser l'assassin, sans pourtant réussir à le rattraper à cause d'une panne de son système de combat. Blessé, Duane Fitzgerald se traîne chez le docteur O'Shea pour une nouvelle série de soins.
Quelques jours plus tard, le système oculaire cybernétique de Duane Fitzgerald remarque un nombre anormal d'étrangers au comportement suspect dans le petit village de Dingle. Tous ces hommes en noir l'observent, le suivent, guettent ses moindres gestes. Étrange coïncidence : ses colis avec le concentré nutritif n'arrivent plus. Duane Fitzgerald se sent traqué et téléphone à son ancien officier supérieur responsable du projet Steel man, le lieutenant-colonel Reilly qui lui promet de venir le voir en Irlande. Puis les événements s'enchaînent : Bridget Keane disparaît mystérieusement, tandis que le docteur O'Shea est retrouvé mort dans son cabinet. Tous ses dossiers médicaux concernant le cyborg ont été volés. Duane tente alors de retrouver la trace de Bridget Keane et entre en contact avec son frère, Finnan MacDonogh, un musicien. Lors d'un rendez-vous secret dans une ancienne cachette de l'IRA, Duane rencontre Bridget Keane qui lui montre les documents que l'avocat américain avait cachés dans le coffre-fort de l'hôtel. Duane apprend alors que tous les membres de sa famille ont été supprimés par les services secrets américains, tout comme ceux des autres soldats volontaires du projet. Finnan et Bridget pensent que l'avocat a été assassiné par les services secrets américains et que Duane court un grand danger. Finnan lui propose alors un plan pour le sortir de Dingle.
Duane rentre chez lui et se remémore avec émotion tous ses camarades, ceux qui sont morts des suites des opérations, ceux qui sont décédés pour ne pas avoir supporté le traitement post-chirurgical, ou bien ceux qui sont morts à cause d'une défaillance du système. Son organisme s'affaiblit de jour en jour, faute de concentré nutritif, et bientôt ses comptes et cartes de crédit sont bloqués. Duane sent que sa fin est proche et tente de comprendre ce qui est en train de lui arriver. Lorsque le lieutenant-colonel Reilly arrive enfin à Dingle, Duane devine que tous ses camarades ont en fait été assassinés et qu'il représente le dernier guerrier-cyborg du projet Steel man. L'officier lui propose alors de le ramener aux États-Unis à bord d'un navire de la US Navy. Duane Fitzgerald sait qu'il est condamné et que l'étau se resserre autour de lui. Il découvre que les forces spéciales postées dans le village ne l'ont pas encore attaqué parce qu'elles n'ont pas réussi à désactiver son système de défense comme elles l'avaient prévu. Le module coupe-circuit lui avait été extrait quelques jours plus tôt par le docteur O'Shea. Duane n'a pas le choix : mourir de faim ou rentrer aux États-Unis pour y être enfermé à vie. Duane Fitzgerald décide alors de suivre les conseils du philosophe Sénèque et de préparer dignement sa mort. Il se traîne, affaibli, à la bibliothèque du village, branche l'imprimante du bureau de la directrice, Mme Brannigan, sur ses circuits internes et imprime le long journal intime enregistré dans sa mémoire interne et qui raconte toute son histoire. Il meurt, le cœur plein d'amour pour la belle Bridget Keane.

### Personnages principaux
Les personnages principaux sont classés par ordre alphabétique.
- Madame Brannigan : directrice de la bibliothèque de Dingle ;
- Duane William Fitzgerald : cyborg retraité, d'origine irlandaise ;
- Harold Itsumi : avocat américain d'origine japonaise qui rend visite à Duane Fitzgerald ;
- Bridget Keane : réceptionniste de l'hôtel Brennan, sœur de Finnan MacDonogh ;
- Finan MacDonogh : chanteur irlandais, frère de Bridget Keane, ancien membre de l'IRA ;
- Docteur O'Shea : médecin généraliste de Dingle, ami de Duane Fitzgerald ;
- Eugene Pinebrook : inspecteur de police ;
- Lieutenant-colonel Reilly : officier de l'armée américaine, responsable du projet Steel man ;
- Billy Trant : employé de la poste à Dingle ;
- Gabriel Whitewater : cyborg retraité, ancien coéquipier de Duane Fitzgerald ;
- Seamus Wright : sergent de police qui mène l'enquête sur la mort de l'avocat américain.

## Commentaires

### Science-fiction et autobiographie
Si Andreas Eschbach reprend dans son roman le style autobiographique du journal intime, sa particularité est de proposer un récit écrit en temps réel, sans le décalage habituel du journal écrit a posteriori, généralement après une journée chargée d'événements. Dans le roman, le récit en temps réel de Duane Fitgerald est entrecoupé de nombreuses digressions sur la philosophie ou la vie de Sénèque, de flash-back sur son enfance, sa jeunesse ou ses parents et agrémenté de réflexion sur sa vie, sur la mort et sur l'amour. Le style, fait d'un mélange spontané de points de vue, de faits et de réminiscences du passé, semble évoluer au gré des situations du moment et de l'état psychologique qu'elles provoquent.
Ce style spontané trouve sa justification tout à la fin du roman, lorsque Duane Fitzgerald explique qu'il a un traitement de texte intégré à son système qui lui permet d'enregistrer le récit dans un fichier texte en tapant son texte sur un capteur placé au niveau de son genou. Au moment de la scène finale, Duane est décrit en train de relier l'imprimante de la bibliothèque à son système interne et d'imprimer le récit que vient de terminer le lecteur. La science-fiction est ainsi non seulement l'un des ressorts majeurs de l'intrigue, mais également un élément déterminant du style adopté dans le récit.

### Découverte de la philosophie antique
Au chapitre 4, le lecteur accompagne le personnage principal du roman d'Andreas Eschbach dans sa découverte de la philosophie occidentale, ce qui donne l'occasion à l'auteur de quelques commentaires ironiques. Pensant trouver les pensées les plus intéressantes dans les ouvrages les plus modernes, Duane Fitgerald explore l'univers de la philosophie en faisant un voyage dans le temps. Il découvre ainsi :
- Ludwig Wittgenstein dont il ne comprend pas les aphorismes numérotés (sans doute tirés du Tractatus logico-philosophicus) ;
- Bertrand Russell qu'il trouve amusant, mais dont il ne comprend pas le postulat de départ ;
- Friedrich Nietzsche qu'il trouve étrange ;
- Emmanuel Kant dont les concepts a priori et a posteriori le laissent perplexes (exposés dans la Critique de la raison pure) ;
- Aristote qu'il considère comme trop sec (allusion dans le roman à l'Histoire des animaux);
- Platon qui l'effraie avec sa vision d'un État idéal, mais totalitaire (théorie exposée dans La République).

C'est enfin dans la philosophie stoïcienne antique de Sénèque que le héros trouve les pensées qui l'accompagneront tout au long de sa lente agonie romanesque : des pensées sur la vie qui le préparent à une ultime et inévitable confrontation avec la mort.
De ce parcours de lecture teinté d'humour que propose Andreas Eschbach apparaissent deux idées principales : 
- une certaine tendance de la philosophie moderne à s'éloigner des préoccupations existentielles et fondamentales telles que la vie ou la mort pour ne plus s'intéresser qu'à des problèmes dont la complexité échappe de plus en plus au grand public ;
- et l'idée qu'il n'y a pas de « progrès » dans la pensée philosophique et qu'un auteur ancien peut conserver tout son intérêt pour un lecteur moderne, contrairement aux guides de voyages, comme le dit le héros, qui sont toujours très rapidement périmés !

### Mythe américain du surhomme
Duane Fitzgerald, tout au long du roman, se compare aux super-héros des bandes dessinées, des films ou des séries télévisées de sa jeunesse. Il ne manque pas d'évoquer Superman, Steve Austin, le héros de L'Homme qui valait trois milliards, Spiderman, ou plus simplement James Bond, Conan le barbare avec Arnold Schwarzenegger ou bien le héros interprété par Bruce Willis dans Piège de cristal. Andreas Eschbach fait intervenir la mythologie américaine du super-héros, pour ne pas dire du sur-homme, dans les motivations premières d'un personnage qui s'est soumis volontairement à toute une série d'opérations chirurgicales délicates et irréversibles. Duane Fitzgerald voulait tout simplement être fort pour affronter la vie et devenir imbattable, tout comme les héros de sa jeunesse.
Mais avec les défaillances de plus en plus fréquentes de son système bio-mécanique, Duane Fitzgerald ressemble davantage à un anti-héros, peut-être même à un « anti-super-héros », dont les facultés - décuplées à grand renfort d'opérations chirurgicales - n'ont jamais été mises au service de son pays et qui doit finalement être éliminé. C'est toute une vision de l'absurde que propose l'auteur avec cet anti-héros dont la vie a été sacrifiée pour un projet militaire finalement abandonné. Quant aux opérations faisant de l'homme un cyborg, Andreas Eschbach n'oublie pas de mentionner qu'elles peuvent aussi bien produire un cyber-soldat à la pointe de la technologie qu'un monstre à la Frankenstein.

### Changement de paradigme de la science-fiction
Du point de vue de l'histoire littéraire de la science-fiction, la mort du cyborg Duane Fitzgerald est symboliquement le symptôme d'un changement de paradigme technologique. En effet, la science-fiction des années 2000, au moment où paraît le roman, s'est nettement réorientée vers des thématiques plutôt inspirées des recherches contemporaines en génétique et en nanotechnologies, faisant ainsi de la science-fiction bio-mécanique un registre désormais dépassé. Le dernier de son espèce ressemble ainsi au chant du cygne de toute une période héroïque de l'histoire de la S.F., un domaine jusque-là peuplé d'hommes-machines jusque dans les années 1980.